# پچنوگ
پچنوگ (به صربی: Pečenog) یک منطقهٔ مسکونی در صربستان است که در کرالیفو واقع شده‌است.